# Valeri Ossipov
Pour les articles homonymes, voir Ossipov.
Valeri Dmitrievitch Ossipov (Валерий Дмитриевич Осипов), né le 17 août 1930 à Moscou (URSS) et mort le 16 juin 1987, est un écrivain, journaliste et scénariste russe et soviétique.

## Biographie
Ossipov est diplômé en 1954 de la faculté de journalisme de l'université d'État de Moscou. Dès ses années d'études des essais et feuilletons de lui sont publiés dans la Pravda et la Komsomolskaïa Pravda. Moscovite d'origine, il s'inspire pourtant au début de son œuvre littéraire de la Sibérie et de l'Extrême-Nord. En tant que journaliste, Valery Ossipov est passé par bonne école avec la Pravda, la Komsomolskaïa Pravda et le magazine Iounost. En 1958, il est  admis comme membre de l'union des écrivains d'URSS.
Dans les années 1960, il dirige le département littéraire de l'hebdomadaire La Russie littéraire (Литературная Россия). Plus tard, Ossipov écrit des romans historiques, publiés dans la collection Les Fougueux Révolutionnaires, en particulier Perce-neige sur Plekhanov et des romans du cycle moscovite: Conte moderne, Je cherche l'enfance (Я ищу детство), La Faculté de journalisme, racontant des histoires de la capitale et de l'enfance et de la jeunesse de l'auteur.
Le récit d'Ossipov, La Lettre non expédiée, est adapté au cinéma en 1959 (La Lettre inachevée) et son scénario est coécrit avec Grigori Koltounov et Viktor Rozov. Le réalisateur en est Mikhaïl Kalatozov et les acteurs principaux Innokenti Smoktounovski, Tatiana Samoïlova et Vassili Livanov.
Valery Ossipov meurt après trois ans de lutte contre un cancer le 16 juin 1987 à l'âge de 57 ans. Il est enterré au cimetière de la Présentation de Moscou (20e section).

## Vie privée
Ossipov s'est marié quatre fois : la première fois avec la journaliste de télévision Janna Fomina dont il a un fils Nikita. Il épouse ensuite (1958-1968) la fameuse actrice Tatiana Samoïlova. Sa quatrième et dernière épouse est Maïa Grigorievna Trifonova, ancienne épouse de l'écrivain Mikhaïl Demine. Ossipov élève avec elle la fille de son premier mariage pendant quinze ans. Ils ont une fille, Maria.

## Œuvres
- Тайна сибирской платформы Le Mystère de la plateforme sibérienne, Moscou, éd. Molodaïa gvardia (Jeune Garde), 1958, 278 pages.
- Valeri Ossipov et Valentin Kitaïne, Солнце поднимается на востоке Le Soleil se lève à l'est, Moscou, éd. Sovietskaïa Rossiia, 1959, 96 pages [
- Сердечный приступ Coup au cœur, pièce en 3 actes, Moscou, 1963
- Серебристый грибной дождь Pluie de champignons argentés, Moscou, éd. Sovietski pissatel, 1965. 360 pages
- Рассказ в телеграммах Récit en télégrammes, Moscou, éd. Sovietskaïa Rossiïa, 1967
- Апрель начинается в марте Avril commence en mars, pièce de théâtre en 3 actes, Moscou, 1969
- Владимир Ильич Ленин Vladimir Ilitch Lénine, Moscou, éd. Jeune Garde, 1970, zoo pages
- Река рождается ручьями La rivière naît par des ruisseaux, Moscou, éd. Politisation, 1971, 512 pages (collection «Пламенные революционеры», Fougueux Révolutionnaires)
- Апрель Avril, Moscou, éd. Izvestia, 1972, 414 pages // Moscou, éd. Detskaïa literatoura (Littérature enfantine), 1974, 238 pages
- Неотправленное письмо La Lettre non envoyée, Moscou, éd. Molodaïa gvardia, 1973, 304 pages
- Ускорение Accélération, Moscou, éd. Sovietskaïa Rossiia, 1973
- Современная сказка Conte moderne, Moscou, éd. Sovietski pissatel, 1974, 336 pages
- Ухожу к горизонту Je sors à l'horizon, Moscou, éd. Profizdat, 1977. 384 pages
- Процент удачи Pourcentage de chance, Moscou, éd.,Sovietskaïa Rossiia, 1978
- Я ищу детство Je cherche l'enfance, Moscou, éd. Moskovski Rabotchi, 1980, 414 pages
- Из узбекистанского блокнота Du bloc note de l'Ouzbékistan, Tachkent, 1981
- Подснежник Perce-neige, Moscou, éd. Politizdat, 1982, 528 pages (coll. Fougueux Révolutionnaires)
- Апрель начинается в марте Avril commence en mars, Moscou, éd. Sovietskaïa Rossiia, 1982. 336 pages
- Traduction de Kamil Yachen, Хамза Khamza, Moscou, éd. Sovietski pissatel, 1983, 560 pages
- Щедрость дороги La Générosité de la route. Moscou, éd. Sovietski pissatel, 1984, 350 pages
- Факультет журналистики La Faculté de journalisme, Moscou, éd. Moskovski Rabotchi, 1985, 366 pages
- Имя на карте Un nom sur une carte, Moscou, éd. Sovietski pissatel, 1986, 472 pages
- Зажги снега Allume la neige, Moscou, éd. Khoudojestennaïa literatoura, 1986, 622 pages
- Valeri Ossipov, Œuvres choisies, Moscou, éd. Moskovski Rabotchi, 1989, 498 pages  (ISBN 5-239-00386-6)